# Kričanovo
Kričanovo (cyr. Кричаново) – wieś w Bośni i Hercegowinie, w Republice Serbskiej, w gminie Brod. W 2013 roku liczyła 106 mieszkańców.